# Un adolescent d'autrefois
Un adolescent d'autrefois est un roman de François Mauriac publié en 1969 chez Flammarion.

## Résumé
Le héros, Alain Gajac qui vit à Bordeaux, écrit un cahier, somme de ses souvenirs destinés à son ami et mentor, André Donzac, jeune séminariste progressiste demeurant à Paris. Évocation de l'enfance et de l'adolescence entre Bordeaux et Maltaverne, la maison des vacances dans les pins : éducation pieuse et austère auprès de sa mère et de son frère Laurent, supervisée par l'attention vigilante d'un vieux curé. 	
Alain est investi de la mission de ramener dans le giron de l'église Simon, le fils du régisseur qui a décidé de quitter la soutane. Madame Gajac qui avait tant misé sur lui, considère cette décision comme une trahison.

## Éditions
- Un adolescent d'autrefois, éditions Flammarion, 1969.